# Zurlo (Gewichtsmaß)
Der Zurlo, auch Surlo oder Zuelo, war ein  syrisches Gewichtsmaß. Da das Maß vom Rottolo abhing, hatte der Zurlo nach Ort und Ware einen variablen Wert.
In Aleppo in Syrien hatte der Rottolo
- für Baumwolle, Getreide 720 Drachmen und wog 2279 ¾ Gramm
- für syrische Seide 700 Drachmen, was 2216 ½ Gramm entsprach
- für persische Seide 680 Drachmen, oder 2153 Gramm

in Damaskus
- für Kupfer, Messing, Draht 600 Drachmen mit 1900 Gramm

- 1 Rottoli = 720 Drachmen = 2,2803 Kilogramm
- 1 Zurlo = 27,5 Rottoli mit je 720 Drachmen = 62.692 Gramm